# Suillosporium
Suillosporium is een geslacht van schimmels behorend tot de familie Botryobasidiaceae. De typesoort is Suillosporium cystidiatum.

## Soorten
Volgens Index Fungorum telt het geslacht vier soorten (peildatum maart 2023):
| Soortnaam                    | Auteur(s)            | Publicatiejaar |
| ---------------------------- | -------------------- | -------------- |
| Suillosporium amygdalisporum | Boidin & Gilles      | 1986           |
| Suillosporium caricis        | Kotir. & Saaren.     | 2006           |
| Suillosporium cystidiatum    | (D.P. Rogers) Pouzar | 1958           |
| Suillosporium odontoideum    | G. Langer & Langer   | 2004           |